# 서순천 나들목
서순천 나들목(W.Suncheon IC)은 전라남도 순천시 서면 동산리와 죽평리에 걸쳐 설치된 남해고속도로의 10번, 호남고속도로의 1번 교차로(나들목)이자 호남고속도로의 기점이다. 남해고속도로 순천 ~ 부산 구간의 기점은 서순천 나들목에서 순천 방향으로 50m 떨어진 지점에 위치하여 있다. 인근에 서면 주민자치센터와 전라선 동운역이 있다.

## 연혁
- 1973년 11월 14일 : 호남고속도로 전주 ~ 순천 구간, 남해고속도로 부산 ~ 순천 구간 개통과 함께 통행 개시[1]
- 1995년 4월 1일 : 나들목 구조 입체화 공사로 인해 전라남도 승주군 서면 죽평리 ~ 동산리 437m 구간을 승주군 서면 동산리 1.19km로 도로구역 변경[2]
- 1998년 7월 30일 : 2000년 12월까지 나들목 접속부 입체화 공사로 인해 전라남도 순천시 서면 동산리 1.19km 구간 도로구역 변경[3]

## 구조물 정보
- 위치: 전라남도 순천시 서면 동산리, 죽평리
- 영업소: 전라남도 순천시 서면 남해고속도로 122

## 접속하는 노선・도로

### 부산방면
- 남해고속도로 (10번)

### 논산방면
- 호남고속도로 (1번)

### 서면방면
- 순천로 (국도 제17호선, 국도 제22호선)

## 교통량 정보
| 요금소          | 통행량 (대/일) | 통행량 (대/일) | 통행량 (대/일) | 통행량 (대/일) | 통행량 (대/일) | 통행량 (대/일) | 통행량 (대/일) | 통행량 (대/일) | 통행량 (대/일) | 통행량 (대/일) | 각주  |
| 요금소          | 2001년         | 2002년         | 2003년         | 2004년         | 2005년         | 2006년         | 2007년         | 2008년         | 2009년         | 2010년         | 각주  |
| --------------- | -------------- | -------------- | -------------- | -------------- | -------------- | -------------- | -------------- | -------------- | -------------- | -------------- | ----- |
| 서순천 (폐쇄식) | 3,701          | 3,743          | 3,841          | 3,701          | 3,553          | 3,585          | 3,828          | 3,483          | 3,677          | 3,803          | [ 4 ] |
| 요금소          | 2011년         | 2012년         | 2013년         | 2014년         | 2015년         | 2016년         | 2017년         | 2018년         | 2019년         |                | [ 4 ] |
| 서순천 (폐쇄식) | 3,256          | 3,055          | 3,265          | 3,070          | 3,196          | 3,270          | 3,329          | 3,044          | 3,071          |                | [ 4 ] |